# チャンピオンレスラー
『チャンピオンレスラー』（Champion Wrestler）は、1989年8月にタイトーから稼動されたアーケード用プロレスゲーム。
8名の架空のレスラーが登場し、様々なプロレス技を駆使し相手を倒すアクションゲームとなっている。
1990年にPCエンジンに移植され、2009年にはWii用ソフトとしてバーチャルコンソールにて配信された。アーケード版は後にPlayStation 2用ソフト『タイトーメモリーズII 上巻』（2007年）に収録。2022年にアーケードアーカイブスの1作品としてPlayStation 4版とNintendo Switch版が配信された。
続編としてPlayStation用ソフト『チャンピオンレスラー 実況ライブ』（1996年）が発売されている。

## 概要
それまでのプロレスゲーム主流のリング全体を見下ろした形のゲームだが、ダイビングヘッドバットやスピニング・トーホールドのような珍しい技、スモールパッケージホールドやパワーボムからのピンフォールなど当時としては多彩な技を出すことが出来た。
ザ・サムライとコブラ・ブラッディー・ジョーのみマネージャーが味方についており、試合中はリング外をうろうろしている。また味方レスラーが劣勢になるとリング内に凶器を投げ入れたり、敵レスラーがリング外に転落すると凶器攻撃を行う。

## ゲーム内容

### システム
8方向レバー、2ボタンで操作を行う。レバーは移動に使用し、レバーを同じ方向に2回連続して入れるとダッシュ、コーナーポストに登ることも可能。ボタンは共に攻撃ボタンで相手との状況により異なる技が出る用になっており、同時押しで出す技もある。組み技は相手の近くへ行くと自動的に組むのでその後攻撃ボタンとレバー方向で組み技を繰り出す。
3カウントのピンフォールを奪う、ギブアップをとる、相手がリングアウト（20カウント）で勝利となる。全7ステージ＋1（タイトル防衛戦）で2周目はない。またステージ7以降はコンティニューが出来ない。
プレイヤー同士の対戦プレイおよびタッグマッチとして2人同時プレイも可能となっている。

### スコア
勝敗に関係なく、1試合終了後にはファイトマネーが入る。これはスコアに当たるものであり、後半のステージほど多くなっている。勝つとプレイヤーがファイトマネーで優雅な生活を送る姿が、負けたCOMがゴミ箱を漁る、骨折で松葉杖を突く、ホットドッグの屋台でバイトをする姿を見ることができる。なお負けた場合は当然そこでゲームオーバーである。

### ステージ構成
ステージ3と6はケージマッチの戦いになる。ケージマッチでは場外乱闘とロープの反動を利用した技は使用できない。ただし相手をロープに振りケージにぶつけるとダメージを与えることが出来る。
ステージ7はタイトルマッチであり、ステージ8では防衛戦としてもう一度同じキャラと戦う。これに勝利するとエンディングが見られる。

## 登場レスラー
プレイヤーは以下の8人のレスラーから選択しプレイを行う。ゲーム中、敵キャラとして対戦するのはプレイヤーが選択しなかった残り7人のレスラーとなりアーケード版ではCPU専用のキャラは登場せず、また同キャラ対戦もない。レスラーは時の有名レスラーをモチーフにしたキャラクターがほとんどだが、同じタイトーのゲームであるラスタンサーガの主人公を模したレスラーも登場する。勝ち続けていくと6試合目からカード紹介時のビジュアルが豪華な入場コスチュームを纏った姿に変更される。
システムは、インスタントダメージという他のプロレスゲームにはないパラメータが存在し、アーケード版では、試合開始直後のジャーマン１発で体力の残っている相手からフォール勝ちできたりする。また、固有の合体技は無いが、シングルマッチよりも協力プレイのタッグマッチが断然面白いのもこのゲームの特徴である。
ロッキー・ガーナー
髭を生やした肉厚な白人レスラーで二つ名は“カンサスの荒鷲”。ビジュアルのモチーフはスタン・ハンセンと思われ、得意技もウエスタン・ラリアット（ただし、英語表記のアトラクト画面では「WESTERN RIOT」と誤記）。またスピニングトーホールドも使用しアメリカ南部出身を想起させるキャラクターとなっている。同じラリアット使いのニトロ・パンクスと違い、序盤はラリアットのコマンドでタックルとなってしまうが、その分ラリアットが出るようになると、相討ちになっても圧倒的に相手の体力を削れる威力がある。
ミラクル・ラスタン
褐色の肌と長身が特徴の美男子レスラー。ビジュアルで特定の実在レスラーをモチーフにした感はなく、ラスタンサーガの主人公ラスタンそのままの見た目だが、設定上はラスタン本人が時空を越えて登場したものではなく、あくまでフィクション上のキャラクターになりきった（＝コスプレ）ギミックという設定。二つ名は“伝説の戦士”で得意技はパワーボム、フライングニールキック、ギロチンドロップ。コンピューター側がラスタンの場合、パワーボム1発で形勢が逆転しまうことが多い。
マッターホーン・デッカー
ワンショルダータイツの巨人レスラーで、ビジュアルのモチーフがアンドレ・ザ・ジャイアントであるのは歴然。二つ名は“アルプスの大巨人”で得意技はネックハンギングツリー、マッターホーン・ヒップ・プレス（いわゆるセントーン）、ベアハッグ。
ザ・サムライ
比較的小柄、黒の長髪で袴姿というビジュアルの日本人（もしくは日本系）レスラー。ビジュアル面、使用技から特定のモデルレスラーは想起されないが、海外でファイトする日本人レスラーならいかにもこうだろうという要素を凝縮させたキャラクターと言える。二つ名は“ジャパニーズ・ミステリー”で得意技は背負い投げ、サンセットドロップ、正拳落とし（フィストドロップ）。リング下にはスキンヘッドに和装、片手には竹刀を持っている武道師範風のマネージャーが控えており、サムライがピンチに陥ると竹刀を飛び道具として対戦相手に投げつけることもある。投げられた竹刀は凶器として使用することができる（相手が奪えば相手も使用可能）。
ニトロ・パンクス
頭髪はモヒカン、顔面にはペイントを施している白人レスラーでザ・ロード・ウォリアーズを否応にも想起させるキャラクター。二つ名は“狂った重戦車”で、得意技はフロントスープレックス、ボストンクラブ、ラリアット。PC-ENGINE版ではマニュアル記載されてない技でボディスラムがある。
ブラック・マシーン
豹のマスクをかぶった黒人レスラーで二つ名は“密林の黒豹”。ビジュアルにおいて特定のモデルとなる実在レスラーはいないが得意技がダイビングヘッドハット、雪崩式ブレーンバスターであり、ダイナマイト・キッドかスーパー・ストロング・マシンを連想させるキャラクターとなっている。ダウンしてる相手の頭方向からの倒れ込みヘッドバットが出来る唯一のキャラ。隠し技のアイアンクローの威力と、遠距離のダイビングヘッドバットの落下後のスライディングヒットは強烈。
ジミー・カーボン
カーリーヘアに褐色の肌、黄色系のショートタイツとジミー・スヌーカを思わせるビジュアルのレスラー。ゲーム内では最も小柄に設定されており、移動スピードは最速で、技も多彩な空中殺法を駆使することができる。二つ名は“軽業師”。得意技はムーンサルトプレス、ジャーマンスープレックスホールド、サマーソルトキック、走りこんでのローリングクラッチホールド、スペースフライングタイガードロップ。
コブラ・ブラッディー・ジョー
二つ名は“アマゾンの毒蛇”。髭を生やしたショートタイツ姿の黒人レスラーで、顔および頭髪、髭のニュアンスはタイガー・ジェット・シンを思わせる。得意技は火炎攻撃、コブラクロー、噛み付き攻撃で典型的な悪役のイメージを凝縮したキャラクター。リング下にはスーツ姿の黒人マネージャーが控えており、コブラがピンチに陥るとステッキを飛び道具として対戦相手に投げつけることもある。投げられたステッキは凶器として使用することができる（相手が奪えば相手も使用可能）。
グレート・ブル
PCエンジン版でシングルマッチの最終戦で出てくるCOM専用キャラ。モデルはブルーザー・ブロディである。

## 移植版
| No. | タイトル                  | 発売日         | 対応機種                      | 開発元     | 発売元     | メディア                              | 型式       | 備考               |
| --- | ------------------------- | -------------- | ----------------------------- | ---------- | ---------- | ------------------------------------- | ---------- | ------------------ |
| 1   | チャンピオンレスラー      | 1990年12月14日 | PCエンジン                    | クリーム   | タイトー   | 3メガビットHuCARD                     | TP02014    |                    |
| 2   | タイトーメモリーズII 上巻 | 2007年1月25日  | PlayStation 2                 | タイトー   | タイトー   | DVD-ROM                               | SLPM-66649 | アーケード版の移植 |
| 3   | チャンピオンレスラー      | 2009年1月20日  | Wii                           | クリーム   | タイトー   | ダウンロード （バーチャルコンソール） | -          | PCエンジン版の移植 |
| 4   | チャンピオンレスラー      | 2022年9月8日   | PlayStation 4 Nintendo Switch | タイトー   | ハムスター | ダウンロード (アーケードアーカイブス) | -          | アーケード版の移植 |
| 5   | タイトーマイルストーン3   | 2024年11月28日 | Nintendo Switch               | ハムスター | タイトー   | ゲームカード ダウンロード             |            | アーケード版の移植 |

PCエンジン版
1990年7月13日発売。2009年1月20日よりWiiのバーチャルコンソールで配信開始。
PlayStation 2版
2007年1月25日発売のタイトーメモリーズII 上巻に収録。

## スタッフ

### アーケード版
- ディレクター：村田武司
- プログラマー：村田武司、TSUI KATO、CREAMY TETSU、堀本隆久
- ゲーム・デザイナー：海道賢仁、前川浩之
- キャラクター・デザイナー：海道賢仁、いしのみのり、藤田允、ウーロン山田（山田たかし）、河本憲孝、はざまけんじ、川岸誠治、伏屋一勝、もりもとみなこ
- サウンド：POCHI（大縫一行）、きたむらひでひと
- ハードウェア・デザイナー：かねおかかつみ
- デザイナー：いわおかあつし
- サンクス：鎗田準次、河野敏男、くしろただし、おくだしんや

### PCエンジン版
- ディレクター：波多野幹夫
- プログラマー：猪狩賢一郎、N.MIKAMI、桃井俊彦
- サウンド：小倉久佳、TARCHIN1990
- ゲーム・デザイナー：なかだしんじ、M.SUZUKI
- キャラクター：TARCHIN1990、奥沢信応
- サンクス：かさいいさお、もりやまかつし、たぬまけんいち、吉岡たかを、小林学

## 評価
アーケード版
月刊誌『ゲーメスト』（新声社）誌上で行われていた「第3回ゲーメスト大賞」（1989年度）において、年間ヒットゲームで46位を獲得した。
PCエンジン版
ゲーム誌『ファミコン通信』のクロスレビューでは合計で21点（満40点）、『月刊PCエンジン』では70・70・75・80・75の平均74点（満100点）、『マル勝PCエンジン』では7・7・7・7の合計28点（満40点）、『PC Engine FAN』の読者投票による「ゲーム通信簿」での評価は以下の通りとなっており、21.09点（満30点）となっている。また、この得点はPCエンジン全ソフトの中で243位（485本中、1993年時点）となっている。
| 項目 | キャラクタ | 音楽 | 操作性 | 熱中度 | お買得度 | オリジナリティ | 総合  |
| 得点 | 3.46       | 3.31 | 3.14   | 4.08   | 3.39     | 3.72           | 21.09 |

## 続編
チャンピオンレスラー 実況ライブ
1996年2月16日にPlayStation用ソフトとして発売。ゲームシステムおよび登場レスラーなどは一新されており、正統の移植とは言えず名称のみ引き継いだ形。